# Торпаккала (Гахский район)
Торпаккала (азерб. Torpaqqala) — городище, расположенное в Гахском районе Азербайджана, на левом берегу реки Ганых (на месте впадения в неё реки Айричай). Длина холма, на котором расположено городище составляет 500 м, ширина — 15-160 м, а высота — 20-25 м. Общая площадь — 4,5 га.
В результате археологических раскопок 1958—1967 гг. были обнаружены остатки крепостных стен из сырого и обожжённого кирпича, остатки жилых зданий, различные предметы быта из глины, метала, камня и стекла. Население занималось в основном земледелием, скотоводством и ремесленничеством. Особенно было развито гончарное дело. В Торпаккала было обнаружено значительное количество глиняных изделий. Результатами археологических работ на холме Торпаккала в 1959—1962 гг. стали находки двух гончарных печей для обжига бытовой и строительной керамики. Первая печь — двухъярусная эллипсовидной формы и длиной 4 м была обнаружена на северо-восточной окраине холма. Здесь сохранились топочная камера с тремя парами рукавов. Вторая печь, обнаруженная на верхнем срезе юго-восточного склона холма, также двухъярусная. У ней сохранились четырёхугольная топочная камера размером 1,4×0,8 м. Эта печь имеет 11 жаропроводных рукавов.
В ходе раскопок на территории Торпаккала были обнаружены остатки мастерской для производства стеклянных изделий. Это остатки самой ранней известной на территории Азербайджана мастерской подобного рода.
На территории кладбища к северо-востоку от Торпаккала обследованы кувшинные и христианский погребения.
В ходе исследований было установлено, что Торпаккала представляет собой остатки города (название неизвестно), развивавшейся с первых столетий нашей эры до XIV—XV вв.